# Panqueba
Panqueba è un comune della Colombia facente parte del dipartimento di Boyacá.
Il centro abitato venne fondato da Hernán Perez de Quesada nel 1625.